# Ket (Fluss)
Der Ket (russisch Кеть; auch Большая Кеть, Bolschaja Ket, „Großer Ket“) ist ein 1621 km langer, rechter Nebenfluss des Ob in Westsibirien.

## Flusslauf
Der Ket entspringt im südlichen Sibirien in der russischen Region Krasnojarsk nördlich von Krasnojarsk und fließt von dort überwiegend nordwestwärts in die Oblast Tomsk, wo er unterhalb von Kolpaschewo in den Ob mündet. Seine Hauptzuflüsse sind Sotschur (Сочур), Orlowka (Орловка), Lissiza (Лисица), Kleiner Ket (Малая Кеть), Mendel (Пайдугина), Jelowaja (Еловая), Tschatschamga (Чачамга) und Paidugina (Пайдугина).

## Hydrologie
Der Ket ist von Ende Oktober bzw. Anfang November bis Ende April bzw. Anfang Mai zugefroren. 
Am Pegel Rodionowka, 236 km vor der Mündung, beträgt der mittlere Abfluss 469 m³/s.
Im Juni liegt das Monatsmittel bei 1367 m³/s, im März bei 188 m³/s. Sein Einzugsgebiet umfasst 94.200 km².